# 모리타 고스케

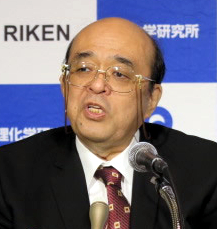

모리타 고스케(일본어: 森田浩介, 1957년 1월 23일~)는 일본의 실험핵물리학자이다. 규슈 대학 교수로 이화학연구소의 팀 리더이다. 후쿠오카현 기타큐슈시 와카마쓰시 출생이다.
113번 원소 니호늄을 발견한 연구 그룹의 리더이다. 원소의 합성 실험은 2012년 10월 1일에 종료되었고, 이후 119번 원소(임시명 우누넨늄)의 발견을 목표로 하고 있다.